# Aksaray (district)
Aksaray , is een Turks district in de provincie Aksaray en telt 244.036 inwoners (2007). Het district heeft een oppervlakte van 4588,9 km². De hoofdplaats is Aksaray. Het district Aksaray bestaat hoofdzakelijk uit Turkse nederzettingen waarin zich een Koerdische minderheid bevindt die het Kurmanci dialect spreekt met een minderheid die het Zazaki spreekt. 

## Bevolking
De bevolkingsontwikkeling van het district is weergegeven in onderstaande tabel.
| Bevolkingsontwikkeling van Aksaray | Bevolkingsontwikkeling van Aksaray | Bevolkingsontwikkeling van Aksaray | Bevolkingsontwikkeling van Aksaray |
| ---------------------------------- | ---------------------------------- | ---------------------------------- | ---------------------------------- |
| Jaar                               | Inwoners (totaal)                  | Stad                               | Dorpen                             |
| 1940                               | 87.657                             | 9.144                              | 78.513                             |
| 1950                               | 109.908                            | 10.966                             | 98.942                             |
| 1960                               | 119.888                            | 19.979                             | 99.909                             |
| 1970                               | 151.364                            | 30.138                             | 121.226                            |
| 1980                               | 203.229                            | 62.927                             | 140.302                            |
| 1990                               | 189.256                            | 90.698                             | 98.558                             |
| 2000                               | 201.218                            | 129.949                            | 106.611                            |
| 2007                               | 244.036                            | 151.164                            | 92.872                             |
| 2014                               | 278.171                            | 195.990                            | 82.181                             |
| 2021                               | 315.222                            | 247.147                            | 68.075                             |

In 2021 telde Aksaray 315.222 inwoners, waarvan 157.624 mannen en 157.598 vrouwen. Ongeveer 73% van de bevolking van de provincie Aksaray woonde in 2021 in het district Aksaray. Van de 315.222 inwoners woonden er in 2021 247.147 in de stad Aksaray, waarmee de urbanisatiegraad uitkwam op 78%.
In het district Aksaray wonen grotendeels etnische Turken - vooral in de hoofdplaats Aksaray en in de meeste dorpen. In het noordoosten van de stad Aksaray - langs de grens met het district Ortaköy en het district Gülağaç - liggen een aantal dorpen waar aanzienlijke aantallen Zaza (17 dorpen) en Koerden (13 dorpen) wonen. Ten westen van de stad Aksaray liggen nog eens vier dorpen met een Zaza bevolking - Hatipoğlutolu, İsmailağatolu, Kazıcık en Seleciköse. Bovendien ligt er in het noordoosten van het district - dichtbij Gülağaç - 
Binnen het district Aksaray zijn er ook verschillende dorpen die het alevitisme als geloofsovertuiging aanhangen. 

## Nederzettingen
Het district Aksaray bestaat naast de stad Aksaray uit 92 dorpen.
Ağaçören · Aksaray · Eskil · Gülağaç · Güzelyurt · Ortaköy · Sarıyahşi